# Marcela de Valencia y Codallos
Marcela de Valencia y Codallos (Madrid, 16 de enero de 1775-Madrid, 1833) fue una pintora española, académica de Bellas Artes, que cultivó la miniatura y algunos de cuyos trabajos son custodiados en el Museo del Prado de Madrid.

## Biografía
La madre de Marcela fue María Josefa Codallos Bernaldo de Palacio (Madrid, 1746-1789), hija de un fiscal de Hacienda del Consejo Real de Castilla. Su padre, Francisco de Valencia y Sáenz del Pontón (1742-1806), pertenecía a una familia de nobles empresarios y administradores del virreinato español en Colombia, su abuelo Pedro Agustín de Valencia fundó la Casa de Moneda de Popayán, y su padre fue el primer conde de Casa Valencia, título otorgado por Carlos IV en 1789. El matrimonio Valencia-Codallos se casó en Madrid el 1 de marzo de 1767 y tuvo al menos seis hijas y un hijo.
De Valencia nunca se casó y vivió a expensas primero de sus padres y después de su hermano Pedro Felipe de Valencia y Codallos, que al morir prematuramente fusilado la dejó en una difícil situación económica. Constan cartas de ella a sus tías Paula y María Manuela de Valencia, en Bogotá, en las que pide ayuda para recibir alguna pensión. Ella no ostentaba ningún título, a pesar de que en algunos catálogos aparece como "Condesa de Casa Valencia".

## Trayectoria

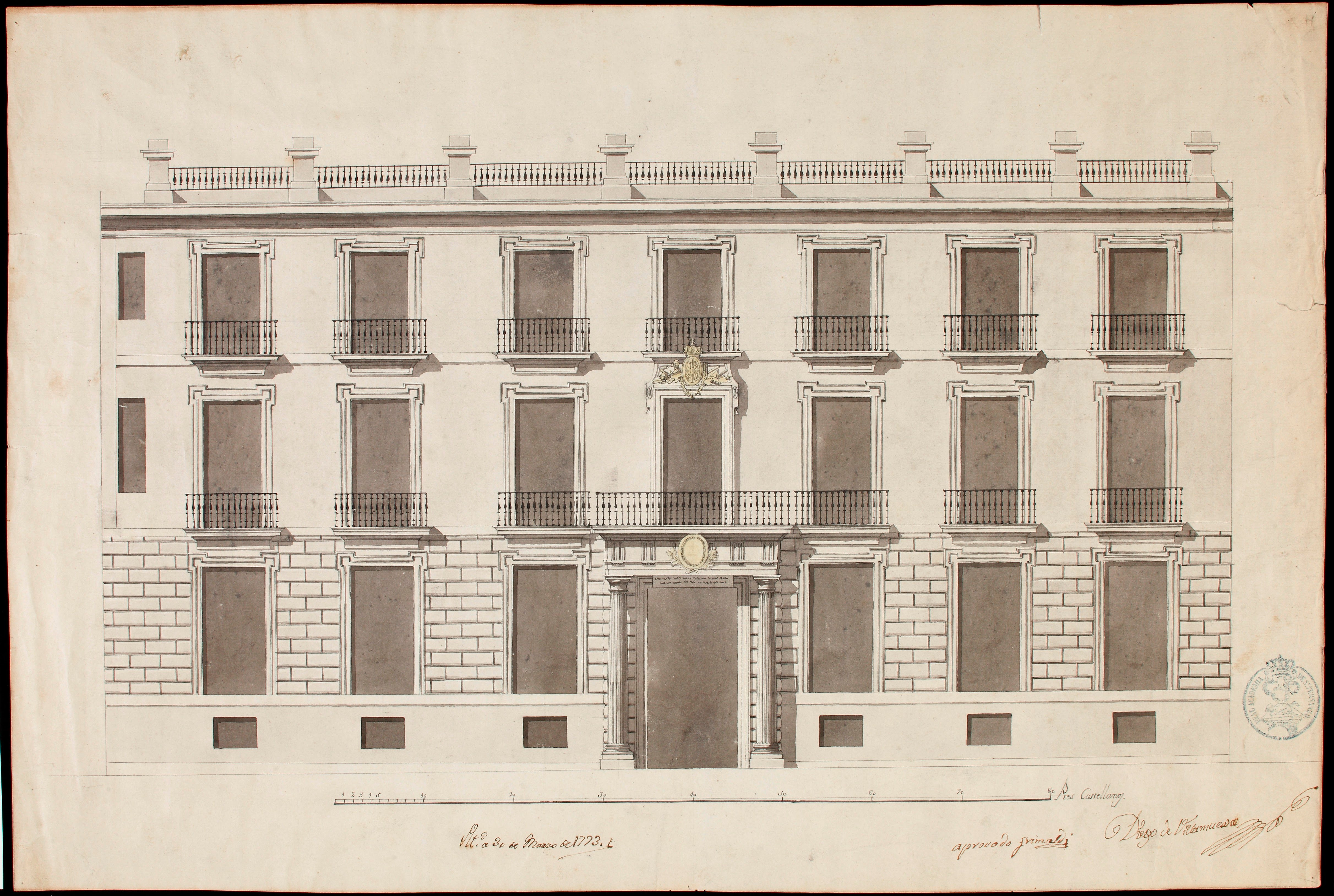
Fachada de la Real Academia de Bellas Artes de San Fernando en Madrid. Proyecto de Diego de Villanueva.

En 1805 presentó a la madrileña Academia de Bellas Artes de San Fernando una obra de pequeño tamaño, 12,8 x 16,5 cm. Es una miniatura que representa a San Sebastián atendido por santa Irene, copia de Luca Giordano, conservado por esta institución. Con esta obra obtuvo el nombramiento de Académica de Mérito en la Pintura el 25 de julio de 1805, el mismo día en que lo obtuvo también María Tomasa Palafox, marquesa de Villafranca, dama retratada por Francisco de Goya  portando su paleta y pinceles de pintora.
En los años siguientes Marcela de Valencia participó en la Academia con otras tres miniaturas de mujeres: una de ellas una copia del retrato que Guido Reni hizo de Beatrice Cenci (La Chenchi). En 1807 realizó otra miniatura, Cabeza de Mujer.
La obra La Amabilidad, una miniatura firmada y fechada en 1806, fue adquirida por el Museo del Prado en 2021 y exhibida desde entonces en uno de los atriles destinados a miniaturas del siglo XIX. La miniatura, una aguada sobre marfil de forma circular, reproduce un rostro de mujer vestida a la moda de entonces, con una diadema descentrada. Está firmada en el reverso, con una dedicatoria: "La Amabilidad / Dedicada al Exmo. Sr. Príncipe de la Paz / por su mas reconocida servidora / Marcela de Valencia."
Otras obras le son atribuidas sin completa seguridad de que sean suyas, como una miniatura de un retrato de mujer, existente en el Instituto de Patrimonio Cultural de España, firmada por "Marcela" en 1810.
Se ha entendido el trabajo de De Valencia como parte de la educación artística de las damas de sociedad de la época, que "demuestran la aplicación de los respectivos aficionados en la práctica de las artes según los criterios estéticos de la época, de marcado academicismo."